# Trident Peak
Der Trident Peak (englisch für Dreizackgipfel) ist ein 738 m hoher und schneebedeckter Berg im Südosten der Adelaide-Insel westlich der Antarktischen Halbinsel. Er ragt südlich der Stokes Peaks auf.
Das UK Antarctic Place-Names Committee benannte ihn 2003 deskriptiv nach seiner Grundform.